# Olton
Olton és una població dels Estats Units a l'estat de Texas. Segons el cens del 2000 tenia 2.288 habitants.

## Demografia
Segons el cens del 2000, Olton tenia 2.288 habitants, 742 habitatges, i 571 famílies. La densitat de població era de 649,6 habitants/km².
Dels 742 habitatges en un 42,3% hi vivien nens de menys de 18 anys, en un 59,6% hi vivien parelles casades, en un 11,7% dones solteres, i en un 23% no eren unitats familiars. En el 20,9% dels habitatges hi vivien persones soles l'11,3% de les quals corresponia a persones de 65 anys o més que vivien soles. El nombre mitjà de persones vivint en cada habitatge era de 2,99 i el nombre mitjà de persones que vivien en cada família era de 3,47.
Per edats la població es repartia de la següent manera: un 33,9% tenia menys de 18 anys, un 7,6% entre 18 i 24, un 23,3% entre 25 i 44, un 18,7% de 45 a 60 i un 16,6% 65 anys o més.
L'edat mediana era de 32 anys. Per cada 100 dones de 18 o més anys hi havia 84,2 homes.
La renda mediana per habitatge era de 24.010 $ i la renda mediana per família de 25.926 $. Els homes tenien una renda mediana de 22.358 $ mentre que les dones 18.833 $. La renda per capita de la població era de 10.189 $. Aproximadament el 21,4% de les famílies i el 24,9% de la població estaven per davall del llindar de pobresa.

## Poblacions més properes
El següent diagrama mostra les poblacions més properes.